# Privilegovaný oltář

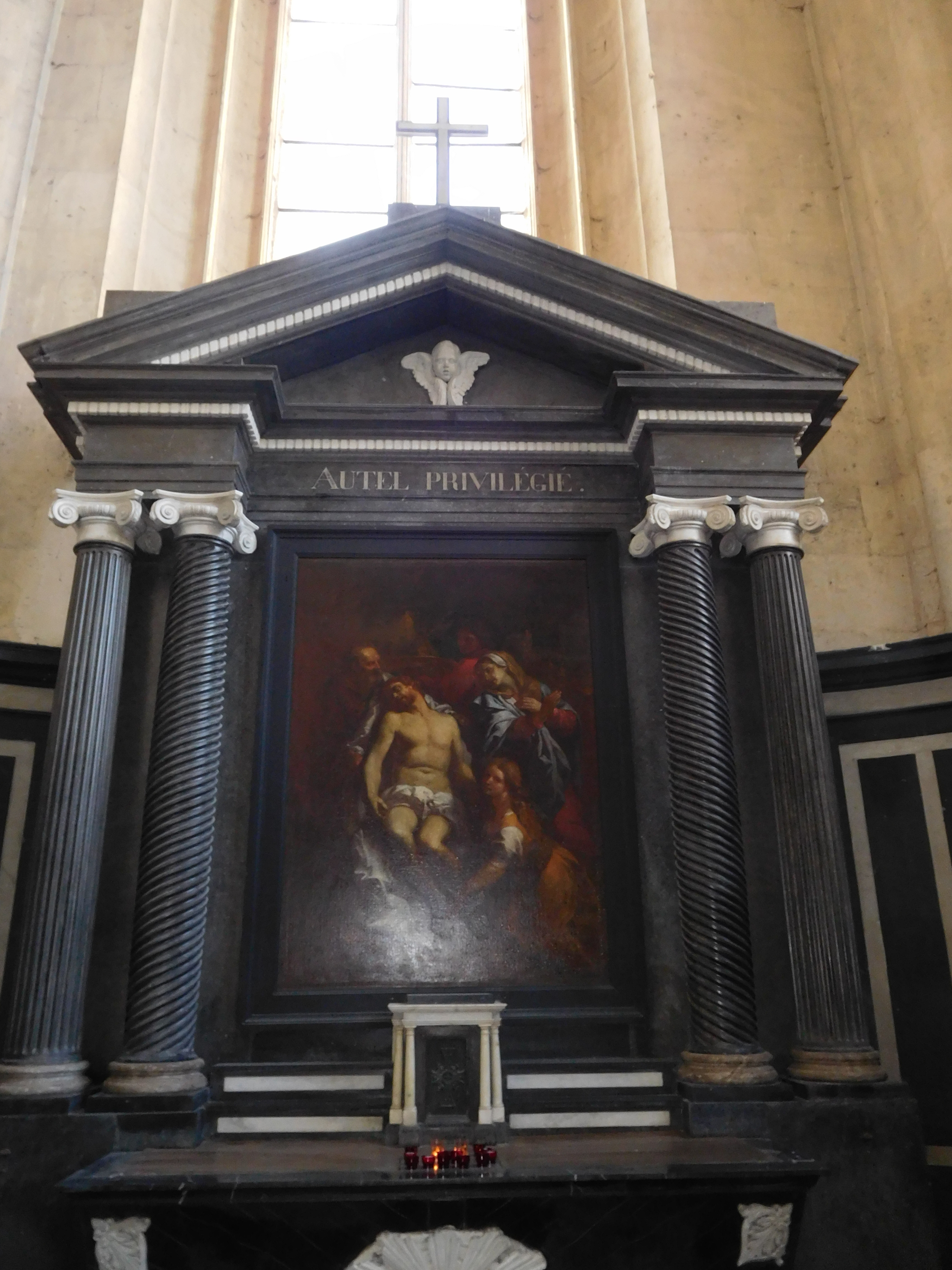
Privilegovaný oltář ve Francii

Privilegovaný oltář (lat.: altare privilegiatum) byl takový oltář, kterému byly udělena výsada, že zemřelý, za nějž bude u tohoto oltáře sloužena zádušní mše, získá „na způsob přímluvy plnomocné odpustky“. Takovéto oltáře se objevily po tridentském koncilu, kdy se rozšířila myšlenka možnosti vysvobozovat u něj prostřednictvím zádušních mší duše z očistce. Papež Benedikt XIII. udělil 20. srpna 1724 „všem patriarchálním, metropolitním a kathedrálním kostelům veškerého křesťanstva po jednom privilegovaném oltáři každodenně na věčné časy“. Klement XIII. rozšířil tuto výsadu na „všecky kostely klášterní, opatské a farní v celém světě“ a sice udělil jim jeden privilegovaný oltář na 7 let, a to s tou podmínkou, že každý biskup musí žádati o přiřknutí této milosti pro svou diecézi, jakož i po uplynutí 7 let o její prodloužení na dalších 7 let. Postavení privilegovaného oltáře upravoval předchozí Kodex kanonického práva (1917) v kánonu 917. V současné době se možnost sloužit zádušní mše vztahuje na všechny oltáře v kostele a funkce privilegovaného oltáře se už nepoužívá.